# Li Nina
Li Nina (chinesisch 李妮娜, Pinyin Lǐ Nīnà; * 10. Januar 1983 in Benxi, Liaoning) ist eine chinesische Freestyle-Skierin. Sie ist auf die Disziplin Aerials (Springen) spezialisiert. Als dreifache Weltmeisterin, zweifache Gewinnerin des Gesamtweltcups und dreifache Gewinnerin der Weltcup-Disziplinenwertung gehört sie zu den erfolgreichsten Athletinnen überhaupt.

## Biografie
Am 20. Januar 2001 debütierte Li im Freestyle-Skiing-Weltcup und erreichte in Whistler den 15. Platz. Ihren ersten Podestplatz erzielte sie am 8. September 2001, als Zweite im australischen Mount Buller. In der Saison 2001/02 folgten ein weiterer Podestplatz und der fünfte Platz bei den Olympischen Winterspielen 2002. Li etablierte sich endgültig an der Weltspitze und erreichte in der Saison 2002/03 viermal einen Podestplatz. Nach drei weiteren Podestplätzen in der Saison 2003/04 gelang ihr am 28. Februar 2004 in Špindlerův Mlýn der erste Weltcupsieg.
Die Saison 2004/05 dominierte Li fast nach Belieben. Sie gewann sechs von zwölf ausgetragenen Weltcupspringen und stand weitere fünf Mal auf dem Podest. Nicht nur entschied sie überlegen die Aerials-Disziplinenwertung für sich, sondern auch den Gesamtweltcup. Bei der abschließenden Weltmeisterschaft 2005 in Ruka setzte sie sich knapp gegen die Schweizerin Evelyne Leu durch und gewann die Goldmedaille. Weitere drei Weltcupsiege kamen in der Saison 2005/06 hinzu. Beim Saisonhöhepunkt, den Olympischen Winterspielen 2006, gewann sie hinter Leu die Silbermedaille.
Wie schon in der Vorsaison nahm Li 2006/07 nicht an allen Weltcupspringen teil, bei ihren fünf Teilnahmen gewann sie jedoch zwei Mal und erzielte weitere drei Podestplätze. Darüber hinaus gewann sie die Goldmedaille bei den Winter-Asienspielen 2007 in Changchun. Bei der Weltmeisterschaft 2007 in Madonna di Campiglio konnte sie als erste Athletin überhaupt den Weltmeistertitel erfolgreich verteidigen. In der Saison 2007/08 standen ein Sieg und drei weitere Podestplätze zu Buche.
Nach einem etwas verhaltenen Start zu Beginn der Saison 2008/09 konnte sich Li steigern und gewann ein Weltcupspringen. Bei der in Harbin ausgetragenen Universiade war sie ebenfalls die beste Springerin, allerdings nahmen an diesem Wettkampf nur fünf Athletinnen teil. Zwei Wochen später konnte sie bei der Weltmeisterschaft 2009 in Inawashiro zum dritten Mal in Folge die Goldmedaille gewinnen. Mit zwei Siegen und drei weiteren Podestplätzen entschied Li in der Saison 2009/10 sowohl die Disziplinenwertung als auch den Gesamtweltcup für sich. Sie galt als Favoritin für den Olympiasieg, musste sich jedoch in Cypress Mountain bei Vancouver der Australierin Lydia Lassila geschlagen geben und sich mit der Silbermedaille begnügen.
Li machte daraufhin eine über zweijährige Wettkampfpause ein. Sie kehrte 2013 in den Weltcup zurück und etablierte sich sogleich wieder an der Spitze. Mit zwei Siegen und einem weiteren Podestplatz sicherte sie sich in der Saison 2013/14 zum dritten Mal die Disziplinenwertung, während sie bei den Olympischen Winterspielen 2014 als Vierte knapp eine Medaille verpasste.

## Erfolge

### Olympische Spiele
- Salt Lake City 2002: 5. Aerials
- Turin 2006: 2. Aerials
- Vancouver 2010: 2. Aerials
- Sochi 2014: 4. Aerials

### Weltmeisterschaften
- Whistler 2001: 15. Aerials
- Deer Valley 2003: 11. Aerials
- Ruka 2005: 1. Aerials
- Madonna di Campiglio 2007: 1. Aerials
- Inawashiro 2009: 1. Aerials

### Weltcupwertungen
- Saison 2002/03: 4. Aerials-Weltcup
- Saison 2003/04: 5. Aerials-Weltcup
- Saison 2004/05: 1. Gesamtweltcup, 1. Aerials-Weltcup
- Saison 2005/06: 4. Aerials-Weltcup
- Saison 2006/07: 3. Gesamtweltcup, 2. Aerials-Weltcup
- Saison 2007/08: 4. Aerials-Weltcup
- Saison 2008/09: 8. Gesamtweltcup, 2. Aerials-Weltcup
- Saison 2009/10: 1. Gesamtweltcup, 1. Aerials-Weltcup
- Saison 2013/14: 2. Gesamtweltcup, 1. Aerials-Weltcup

### Weltcupsiege
Li Nina errang bisher 45 Podestplätze, davon 18 Siege:
| Datum             | Ort                  | Land       |
| ----------------- | -------------------- | ---------- |
| 28. Februar 2004  | Špindlerův Mlýn      | Tschechien |
| 14. Januar 2005   | Lake Placid          | USA        |
| 15. Januar 2005   | Lake Placid          | USA        |
| 28. Januar 2005   | Deer Valley          | USA        |
| 12. Februar 2005  | Changchun            | China      |
| 5. März 2005      | Špindlerův Mlýn      | Tschechien |
| 11. März 2005     | Madonna di Campiglio | Italien    |
| 3. September 2005 | Mount Buller         | Australien |
| 4. September 2005 | Mount Buller         | Australien |
| 5. Februar 2006   | Špindlerův Mlýn      | Tschechien |
| 9. Dezember 2006  | Beida Lake           | China      |
| 10. Dezember 2006 | Beida Lake           | China      |
| 1. Februar 2008   | Deer Valley          | USA        |
| 30. Januar 2009   | Deer Valley          | USA        |
| 10. Januar 2010   | Calgary              | Kanada     |
| 30. Januar 2010   | Mount Gabriel        | Kanada     |
| 15. Dezember 2013 | Beida Lake           | China      |
| 18. Januar 2014   | Lake Placid          | USA        |

### Weitere Erfolge
- Winter-Asienspiele 2007: 1. Aerials
- 1 chinesischer Meistertitel (2004)
- Goldmedaille Universiade (2009)